# Rah Digga
Rah Digga, de son vrai nom Rashia Fisher, née le 18 décembre 1974 à Newark, dans le New Jersey, est une rappeuse et actrice américaine. Mieux connue comme membre à long terme du Flipmode Squad, un groupe de hip-hop mené par Busta Rhymes, elle se sépare en bons termes d'avec le groupe en 2007. Elle est considérée par AllMusic, comme l'« un des MCs féminins les plus importants du rap. » et comme l'« un des MCs féminins les plus talentueux dans la scène rap » par l'ouvrage How to Rap. Lors de son concert dans la salle Parisienne le New Morning, un membre de son équipe de sécurité aurait été surpris en train de fouiller et voler dans les affaires personnelles de la chanteuse. Le jeune homme prénommé Daoud aurait profité du passage sur scène de l'artiste pour s'introduire dans les loges, voler des bouteilles d'alcool avant de prendre la fuite.

## Biographie

### Jeunesse
Rah Digga est née à Newark, dans le New Jersey, et part étudier l'électrotechnique à la New Jersey Institute of Technology après avoir marqué un score de 1340 sur 1600 à ses SATs. Elle apprend le rap en écoutant KRS-One, Rakim, et Kool G Rap du Juice Crew.

### Carrière
Rah Digga travaille au sein du groupe de hip-hop Twice the Flavor avant de se joindre aux Outsidaz, menant ainsi à l'enregistrement de la chanson Cowboys, extraite de l'album The Score des Fugees. Elle est découverte par Q-Tip au Lyricist Lounge qui mène à sa rencontre avec Busta Rhymes et à se joindre au Flipmode Squad,, puis à participer à plusieurs albums de Busta Rhymes,. Son premier album solo, Dirty Harriet, est publié en 2000 et fait participer Busta Rhymes et Eve. Elle collabore aussi avec Bahamadia sur la chanson Be Ok extraite de l'album Lyricist Lounge, Vol. 1. À cette période, elles sont les trois seules femmes du mouvement Lyricist Lounge avec Foxy Brown aux côtés d'artistes masculins comme Mos Def, Talib Kweli, Pharaohe Monch, Common Sense, Lord Have Mercy et Shabaam Saahdeeq. En 2001, elle joue dans le film Thirteen Ghosts et y chante la bande-son Mirror Mirror.
Son deuxième album Everything Is A Story est prévu sur le label J Records en 2004, mais ne sera jamais publié pour des raisons encore inconnues. La plupart des chansons sont publiées sans autorisation sur Internet. Rah Digga publie un nouvel album, Classic, le 14 septembre 2010.

## Discographie

### Albums studio
- 2000 : Dirty Harriet
- 2004 : ''Everything Is A Story (non publié)
- 2010 : Classic

### Singles
- 1999 : Tight
- 1999 : Imperial
- 2000 : Oooh. (en) (featuring Redman / De La Soul)
- 2000 : Break Fool
- 2003 : Party and Bullshit 2003
- 2005 : Make It Hot / See It In Your Eyes
- 2008 : New Shit
- 2010 : Warning Shots
- 2010 : This Ain't no Lil' Kid Rap
- 2010 : Classic

## Filmographie
- 2001 : 13 fantômes : Maggie Bess
- 2001 : Carmen: A Hip Hopera (téléfilm) : Rasheeda